# Anne Bouin
Pour l’article homonyme, voir Bouin.
 (juin 2015).
Si vous disposez d'ouvrages ou d'articles de référence ou si vous connaissez des sites web de qualité traitant du thème abordé ici, merci de compléter l'article en donnant les références utiles à sa vérifiabilité et en les liant à la section « Notes et références ».
Anne Bouin, née le 7 octobre 1954 à Tours et morte le 14 septembre 2017 à Chambray-lès-Tours, est une éditrice chez Gallimard Jeunesse de 1980 à 1990 et chez Albin Michel de 1990 à 1997, elle a choisi de rejoindre la Touraine pour exercer un autre versant de son métier : l’écriture, la traduction, l’adaptation.
Elle a publié chez Mila Éditions six petits livres illustrés par Jérôme Ruillier, Ma vie, mon œuvre : Loup, Chat, Chien, Ours, Lapin, Souris, et un album Le journal de Nina Petitbond, illustré par Bruno Gibert. Elle publie Petite feuille Nénétse en 2009 aux éditions L'École des loisirs, collection Medium, puis la suite Un été sibérissime en 2010 et "La vie est une flêche" en 2013. Elle crée aussi des livres uniques en tissus distribués par la Librairie du Ciel et anime des ateliers d'écriture ou de création de livres.